# Minister Obrony Narodowej

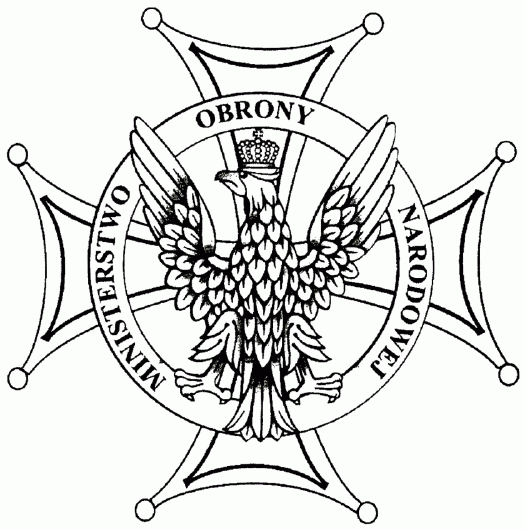
Odznaka okolicznościowa MON (przysługuje ministrowi z urzędu; od 2012)

Minister Obrony Narodowej – członek Rady Ministrów, naczelny organ administracji kierujący działem administracji rządowej obrona narodowa, obsługiwany przez Ministerstwo Obrony Narodowej. Stanowi organ, za którego pośrednictwem wykonywane jest zwierzchnictwo Prezydenta RP nad Siłami Zbrojnymi RP w czasie pokoju, będąc z tego powodu jednym z dwóch „nazwanych” ministrów w Konstytucji Rzeczypospolitej Polskiej (obok Ministra Sprawiedliwości).

## Kompetencje
Kompetencje Ministra Obrony Narodowej szczegółowo regulują przede wszystkim poniższe podstawowe akty prawne:
- art. 134 ust. 2 i 5 Konstytucji Rzeczypospolitej Polskiej,
- ustawa z dnia 14 grudnia 1995 r. o urzędzie Ministra Obrony Narodowej[1],
- rozporządzenie Prezesa Rady Ministrów z dnia 18 grudnia 2023 r. w sprawie szczegółowego zakresu działania Ministra Obrony Narodowej[2],
- ustawa z dnia 11 marca 2022 r. o obronie Ojczyzny[3].

Zgodnie z nimi Minister Obrony Narodowej kieruje działem administracji rządowej obrona narodowa oraz jest organem, za którego pośrednictwem Prezydent Rzeczypospolitej Polskiej sprawuje w czasie pokoju zwierzchnictwo nad Siłami Zbrojnymi. Minister Obrony Narodowej, realizując politykę Rady Ministrów w zakresie ogólnego kierownictwa w dziedzinie obronności kraju i zapewnienia bezpieczeństwa zewnętrznego państwa, kieruje obronnością kraju. W czasie pokoju Minister Obrony Narodowej kieruje działalnością rodzajów Sił Zbrojnych przy pomocy Szefa Sztabu Generalnego Wojska Polskiego oraz Dowódcy Wojsk Obrony Terytorialnej – do czasu osiągnięcia pełnej zdolności do działania przez Wojska Obrony Terytorialnej. Do zakresu działania Ministra Obrony Narodowej należy:
- kierowanie w czasie pokoju całokształtem działalności Sił Zbrojnych;
- przygotowywanie założeń obronnych Państwa, w tym propozycji dotyczących rozwoju i struktury Sił Zbrojnych;
- formowanie, przeformowywanie i rozformowywanie jednostek wojskowych oraz nadawanie im etatów;
- realizowanie generalnych założeń, decyzji i wytycznych Rady Ministrów w zakresie obrony Państwa i koordynowanie realizacji wynikających z nich zadań;
- sprawowanie, w zakresie powierzonym przez Radę Ministrów, ogólnego nadzoru nad realizacją zadań obronnych przez organy administracji rządowej, organy jednostek samorządu terytorialnego, instytucje państwowe, przedsiębiorców i inne podmioty;
- sprawowanie ogólnego kierownictwa w sprawach wykonywania obowiązku obrony Ojczyzny;
- kierowanie administracją rezerw osobowych dla celów obowiązku obrony Ojczyzny;
- ogólna koordynacja działań w zakresie ochrony informacji niejawnych w dziale obrony narodowej;
- określanie celów, kierunków i zadań szkolnictwa wojskowego;
- kierowanie sprawami kadrowymi Sił Zbrojnych;
- kierowanie wykonywaniem obowiązku służby wojskowej, wychowywaniem żołnierzy oraz sprawami zaspokajania ich potrzeb socjalno-bytowych;
- kierowanie sprawami zaspokajania potrzeb materiałowych, technicznych i finansowych Sił Zbrojnych;
- kierowanie sprawami pracowniczymi w resorcie obrony narodowej;
- realizowanie decyzji Rady Ministrów w zakresie udziału Rzeczypospolitej Polskiej w wojskowych przedsięwzięciach organizacji międzynarodowych oraz w zakresie wywiązywania się z zobowiązań militarnych, wynikających z umów międzynarodowych;
- zawieranie umów międzynarodowych wynikających z decyzji Rady Ministrów, dotyczących udziału polskich kontyngentów wojskowych w międzynarodowych misjach pokojowych i akcjach humanitarnych oraz ćwiczeń wojskowych prowadzonych wspólnie z innymi państwami lub organizacjami międzynarodowymi;
- tworzenie, ustalanie organizacji i kierowanie działalnością przedstawicielstw wojskowych za granicą;
- utrzymywanie kontaktów z resortami obrony innych państw oraz z wojskowymi organizacjami międzynarodowymi;
- realizowanie celów oraz zobowiązań sojuszniczych wynikających z udziału Rzeczypospolitej Polskiej w Programie Inwestycji Organizacji Traktatu Północnoatlantyckiego w Dziedzinie Bezpieczeństwa (NSIP), zwanym dalej „Programem NSIP”;
- kierowanie gospodarką finansową resortu obrony narodowej;
- reprezentowanie Skarbu Państwa w stosunku do mienia znajdującego się w posiadaniu jednostek organizacyjnych resortu obrony narodowej, a także wykonywanie określonych w ustawach czynności w stosunku do państwowych jednostek budżetowych i form gospodarki pozabudżetowej, działających w resorcie obrony narodowej;
- kierowanie działalnością gospodarczą w Siłach Zbrojnych;
- wykonywanie czynności określonych w ustawach w stosunku do szkół wojskowych, wojskowych jednostek badawczo-rozwojowych, przedsiębiorstw państwowych, dla których jest organem założycielskim, wojskowych zakładów opieki zdrowotnej, agencji i fundacji;
- kierowanie terenowymi organami wykonawczymi w sprawach operacyjno-obronnych i rządowej administracji niezespolonej;
- współdziałanie z innymi organami państwowymi, organami samorządu terytorialnego i organizacjami społecznymi;
- zawieranie i obsługa umów offsetowych, do których stosuje się przepisy ustawy z dnia 26 czerwca 2014 r. o niektórych umowach zawieranych w związku z realizacją zamówień o podstawowym znaczeniu dla bezpieczeństwa państwa (Dz.U. z 2022 r. poz. 1218);
- wykonywanie innych zadań wynikających z ustaw i innych przepisów.

Część kompetencji określają pozostałe ustawy z zakresu wojskowości:
- ustawa z dnia 29 maja 1974 r. o zaopatrzeniu inwalidów wojennych i wojskowych oraz ich rodzin[4]
- ustawa z dnia 24 stycznia 1991 r. o kombatantach oraz niektórych osobach będących ofiarami represji wojennych i okresu powojennego[5],
- ustawa z dnia 19 lutego 1993 r. o znakach Sił Zbrojnych Rzeczypospolitej Polskiej[6],
- ustawa z dnia 10 grudnia 1993 r. o zaopatrzeniu emerytalnym żołnierzy zawodowych oraz ich rodzin[7]
- ustawa z dnia 18 lutego 1994 r. o zaopatrzeniu emerytalnym funkcjonariuszy Policji, Agencji Bezpieczeństwa Wewnętrznego, Agencji Wywiadu, Służby Kontrwywiadu Wojskowego, Służby Wywiadu Wojskowego, Centralnego Biura Antykorupcyjnego, Straży Granicznej, Straży Marszałkowskiej, Służby Ochrony Państwa, Państwowej Straży Pożarnej, Służby Celno-Skarbowej i Służby Więziennej oraz ich rodzin[8],
- ustawa z dnia 22 czerwca 1995 r. o zakwaterowaniu Sił Zbrojnych Rzeczypospolitej Polskiej[9],
- ustawa z dnia 21 sierpnia 1997 r. – Prawo o ustroju sądów wojskowych[10],
- ustawa z dnia 17 grudnia 1998 r. o zasadach użycia lub pobytu Sił Zbrojnych Rzeczypospolitej Polskiej poza granicami państwa[11],
- ustawa z dnia 24 lipca 1999 r. o szczególnych zasadach, warunkach i trybie mianowania na wyższe stopnie wojskowe żołnierzy uczestniczących w walkach o wolność i niepodległość Polski podczas II wojny światowej i w okresie powojennym[12],
- ustawa z dnia 23 września 1999 r. o zasadach pobytu wojsk obcych na terytorium Rzeczypospolitej Polskiej, zasadach ich przemieszczania się przez to terytorium oraz zasadach udzielania pomocy wojskom sojuszniczym i organizacjom międzynarodowym[13],
- ustawa z dnia 24 sierpnia 2001 r. o Żandarmerii Wojskowej i wojskowych organach porządkowych[14],
- ustawa z dnia 29 sierpnia 2002 r. o stanie wojennym oraz o kompetencjach Naczelnego Dowódcy Sił Zbrojnych i zasadach jego podległości konstytucyjnym organom Rzeczypospolitej Polskiej[15],
- ustawa z dnia 9 czerwca 2006 r. o Służbie Kontrwywiadu Wojskowego oraz Służbie Wywiadu Wojskowego[16],
- ustawa o z dnia 19 sierpnia 2011 r. o weteranach działań poza granicami państwa[17],
- ustawa z dnia 10 lipca 2015 r. o Agencji Mienia Wojskowego.

Ponadto istnieją inne ustawy, ustanawiające obok zasad ogólnych, szczególne uprawnienia dla Ministra Obrony Narodowej, są to m.in.:
- ustawa z dnia 14 lipca 1983 r. o narodowym zasobie archiwalnym i archiwach,
- ustawa z dnia 14 marca 1985 r. o Państwowej Inspekcji Sanitarnej[18],
- ustawa z dnia 21 marca 1985 r. o drogach publicznych.
- ustawa z dnia 17 maja 1989 r. Prawo geodezyjne i kartograficzne,
- ustawa z dnia 21 marca 1991 r. o obszarach morskich Rzeczypospolitej Polskiej i administracji morskiej,
- ustawa z dnia 24 sierpnia 1991 r. o ochronie przeciwpożarowej,
- ustawa z dnia 24 sierpnia 1991 r. o Państwowej Straży Pożarnej,
- ustawa z dnia 20 czerwca 1992 r. o uprawnieniach do ulgowych przejazdów środkami publicznego transportu zbiorowego,
- ustawa z dnia 7 lipca 1994 r. – Prawo budowlane[19],
- ustawa z dnia 16 marca 1995 r. o zapobieganiu zanieczyszczaniu morza przez statki,
- ustawa z dnia 5 grudnia 1996 r. o zawodach lekarza i lekarza dentysty,
- ustawa z dnia 10 kwietnia 1997 r. – Prawo energetyczne[20],
- ustawa z dnia 20 czerwca 1997 r. – Prawo o ruchu drogowym[21],
- ustawa z dnia 22 sierpnia 1997 r. o publicznej służbie krwi,
- ustawa z dnia 18 grudnia 1998 r. o Instytucie Pamięci Narodowej – Komisji Ścigania Zbrodni przeciwko Narodowi Polskiemu,
- ustawa z dnia 21 maja 1999 r. o broni i amunicji,
- ustawa z dnia 21 grudnia 2000 r. o żegludze śródlądowej,
- ustawa z dnia 21 grudnia 2000 r. o dozorze technicznym,
- ustawa z dnia 11 maja 2001 r. Prawo o miarach[22],
- ustawa z dnia 6 września 2001 r. o transporcie drogowym[23],
- ustawa z dnia 6 września 2001 r. Prawo farmaceutyczne[24],
- ustawa z dnia 18 września 2001 r. Kodeks morski[25],
- ustawa z dnia 3 lipca 2002 r. Prawo lotnicze[26],
- ustawa z dnia 12 września 2002 r. o normalizacji[27],
- ustawa z dnia 28 marca 2003 r. o transporcie kolejowym[28],
- ustawa z dnia 29 stycznia 2004 r. o Inspekcji Weterynaryjnej[29],
- ustawa z dnia 12 lipca 2024 r. Prawo komunikacji elektronicznej,
- ustawa z dnia 27 sierpnia 2004 r. o świadczeniach opieki zdrowotnej finansowanych ze środków publicznych,
- ustawa z dnia 8 września 2006 r. o Państwowym Ratownictwie Medycznym,
- ustawa z dnia 18 października 2006 r. o ujawnianiu informacji o dokumentach organów bezpieczeństwa państwa z lat 1944–1990 oraz treści tych dokumentów,
- ustawa z dnia 26 kwietnia 2007 r. o zarządzaniu kryzysowym,
- ustawa z dnia 6 listopada 2008 r. o konsultantach w ochronie zdrowia[30],
- ustawa z dnia 2 grudnia 2009 r. o izbach lekarskich,
- ustawa z dnia 30 kwietnia 2010 r. o Narodowym Centrum Badań i Rozwoju[31],
- ustawa z dnia 5 sierpnia 2010 r. o ochronie informacji niejawnych,
- ustawa z dnia 15 kwietnia 2011 r. o działalności leczniczej[32],
- ustawa z dnia 18 sierpnia 2011 r. o bezpieczeństwie morskim,
- ustawa z dnia 24 maja 2013 r. o środkach przymusu bezpośredniego i broni palnej,
- ustawa z dnia 28 stycznia 2016 r. Prawo o prokuraturze,
- ustawa dnia 13 kwietnia 2016 r. o systemie oceny zgodności i nadzoru rynku,
- ustawa z dnia 10 czerwca 2016 r. o działaniach antyterrorystycznych,
- ustawa z dnia 5 lipca 2018 r. o krajowym systemie cyberbezpieczeństwa[33]
- ustawa z dnia 20 lipca 2018 r. – Prawo o szkolnictwie wyższym i nauce[34],
- ustawa z dnia 21 stycznia 2021 r. o służbie zagranicznej,
- ustawie z dnia 1 grudnia 2022 r. o zawodzie ratownika medycznego oraz samorządzie ratowników medycznych[35].

## Historia
Od 24 października 1918 r. będącym w fazie organizacji resortem mieszczącym się w Pałacu Pod Blachą tymczasowo kierował Jan Wroczyński. 17 listopada władzę przejął pierwszy republikański polski rząd Jędrzeja Moraczewskiego, w którym stanowisko ministra spraw wojskowych zajął Józef Piłsudski, zastępowany w pełnieniu obowiązków przez Edwarda Śmigłego-Rydza. Od tej pory M.S.Wojsk. stało się jedynym naczelnym organem administracji państwowej do kierowania i administrowania polskimi siłami zbrojnymi.
W czasie londyńskiej emigracji polskiej władzy podczas II wojny światowej, 30 listopada 1942 zmieniono nazwę Ministra Spraw Wojskowych na Ministra Obrony Narodowej.
W 1944 w ramach Polskiego Komitetu Wyzwolenia Narodowego (tymczasowy organ władzy na obszarze wyzwolonym spod okupacji niemieckiej) kierownikiem Resortu Obrony Narodowej został Michał Żymierski. Ostatniego dnia grudnia powołano Rząd Tymczasowy RP. Ministrem obrony narodowej był w nim Żymierski, który 28 czerwca wszedł w skład Tymczasowego Rządu Jedności Narodowej, wkrótce potem uznanego przez społeczność międzynarodową za pełnoprawny polski rząd. Pomimo tego, ministrów obrony narodowej (od 1979 ministrów spraw wojskowych) powoływano w Londynie aż do 1990, choć nie mieli oni żadnego wpływu na siły zbrojne i obronność Polski.

## Podległe centralne organy administracji rządowej
Centralne organy administracji rządowej podległe (z zastrzeżeniem uprawnień Prezydenta RP, Rady Ministrów, Prezesa Rady Ministrów i Ministra Koordynatora Służb Specjalnych) Ministrowi Obrony Narodowej:
- Szef Sztabu Generalnego Wojska Polskiego
  - Dowódca Generalny Rodzajów Sił Zbrojnych
  - Dowódca Operacyjny Rodzajów Sił Zbrojnych
  - Szef Inspektoratu Wsparcia Sił Zbrojnych
- Dowódca Wojsk Obrony Terytorialnej – do czasu osiągnięcia przez nie pełnej gotowości do działania
- Komendant Główny Żandarmerii Wojskowej
- Dowódca Komponentu Wojsk Obrony Cyberprzestrzeni
  - Dyrektor Wojskowego Biura Zarządzania Częstotliwościami
- Szef Inspektoratu Wojskowej Ochrony Przeciwpożarowej
- Główny Inspektor Sanitarny Wojska Polskiego
- Szef Służby Weterynaryjnej – Inspektor Weterynaryjny Wojska Polskiego
- Naczelny Inspektor Farmaceutyczny Wojska Polskiego
- Szef Wojskowej Inspekcji Gospodarki Energetycznej
- Szef Inspektoratu Kontroli Wojskowej
- Szef Centralnego Wojskowego Centrum Rekrutacji
- Szef Agencji Uzbrojenia
- Szef Wojskowego Centrum Normalizacji, Jakości i Kodyfikacji
- Szef Władzy Lotnictwa Wojskowego
- Szef Wojskowego Centrum Metrologii
- Szef Wojskowego Dozoru Technicznego
- Dyrektor Centralnej Biblioteki Wojskowej im. Marszałka Józefa Piłsudskiego
- Dyrektor Centrum Weterana Działań Poza Granicami Państwa
- Dyrektor Centralnego Ośrodka Aktywizacji Zawodowej
- Dyrektor Wojskowego Biura Historycznego im. gen. broni Kazimierza Sosnkowskiego
- Centralna Wojskowa Komisja Lekarska
- Prezes Agencji Mienia Wojskowego
- Szef Służby Kontrwywiadu Wojskowego
- Szef Służby Wywiadu Wojskowego

## Lista ministrów

### Księstwo Warszawskie (1807-1815)
| Lp.            | Zdjęcie     | Imię i nazwisko (partia polityczna)            | Objęcie urzędu | Złożenie urzędu                    | Długość urzędowania | Rząd                           |
| -------------- | ----------- | ---------------------------------------------- | -------------- | ---------------------------------- | ------------------- | ------------------------------ |
| Minister Wojny |             |                                                |                |                                    |                     |                                |
| 1.             |             | książę gen. dyw. Józef Poniatowski (1763–1813) | 5 X 1807       | 14 XII 1807                        | 2022 dni            | Rząd Stanisława Małachowskiego |
| 1.             | 14 XII 1807 | książę gen. dyw. Józef Poniatowski (1763–1813) | 1 III 1809     | Rząd Ludwika Szymona Gutakowskiego | 2022 dni            |                                |
| 1.             | 25 III 1809 | książę gen. dyw. Józef Poniatowski (1763–1813) | 12 V 1813      | Rząd Stanisława Kostki Potockiego  | 2022 dni            |                                |
| 2.             |             | gen. dyw. Józef Wielhorski (1759–1817)         | 9 XII 1815     | ~15 V 1816                         | 158 dni             | Rada Administracyjna           |

#### Królestwo Polskie (kongresowe) (epoka 1815-1832)
| Lp. | Zdjęcie                         | Imię i nazwisko (partia polityczna)        | Objęcie urzędu | Złożenie urzędu | Długość urzędowania | Rząd                              |
| --- | ------------------------------- | ------------------------------------------ | -------------- | --------------- | ------------------- | --------------------------------- |
| 3.  |                                 | gen. artylerii Maurycy Hauke (1775–1830)   | ~15 V 1816     | 29 XI 1830      | 5311 dni            | Rada Administracyjna              |
| 4.  |                                 | gen. piechoty Izydor Krasiński (1774–1840) | 4 XII 1830     | 1 II 1831       | 59 dni              | Rząd Adama Jerzego Czartoryskiego |
| 5.  |                                 | gen. dyw. Franciszek Morawski (1783–1861)  | 1 II 1831      | 11 IX 1831      | 222 dni             | Rząd Adama Jerzego Czartoryskiego |
| 5.  | Rząd Jana Krukowieckiego        | gen. dyw. Franciszek Morawski (1783–1861)  | 1 II 1831      | 11 IX 1831      | 222 dni             |                                   |
| 5.  | Rząd Bonawentury Niemojowskiego | gen. dyw. Franciszek Morawski (1783–1861)  | 1 II 1831      | 11 IX 1831      | 222 dni             |                                   |
| 6.  |                                 | gen. brygady Emilian Węgierski (1787–1841) | 11 IX 1831     | 5 X 1831        | 24 dni              |                                   |

#### Królestwo Polskie (kongresowe) (epoka 1832-1914)
| Lp.                         | Zdjęcie                            | Imię i nazwisko (partia polityczna) | Objęcie urzędu | Złożenie urzędu | Długość urzędowania | Rząd                                   |
| --------------------------- | ---------------------------------- | ----------------------------------- | -------------- | --------------- | ------------------- | -------------------------------------- |
| Szef Komisji/Wydziału Wojny |                                    |                                     |                |                 |                     |                                        |
| 7.                          |                                    | Zygmunt Padlewski                   | 19 I 1863      | 11 III 1863     | 51 dni              | Tymczasowy Rząd Narodowy               |
| 8.                          |                                    | Józef Kajetan Janowski              | 20 III 1863    | 10 VI 1863      | 82 dni              | Tymczasowy Rząd Narodowy               |
| 8.                          | Rząd Narodowy Agatona Gillera      | Józef Kajetan Janowski              | 20 III 1863    | 10 VI 1863      | 82 dni              |                                        |
| 8.                          | Rząd Narodowy czerwonych prawników | Józef Kajetan Janowski              | 20 III 1863    | 10 VI 1863      | 82 dni              |                                        |
| 9.                          |                                    | Eugeniusz Dębiński-Kaczkowski       | 14 VI 1863     | 31 X 1863       | 139 dni             | Rząd Narodowy Karola Majewskiego       |
| 9.                          | Rząd Narodowy wrześniowy           | Eugeniusz Dębiński-Kaczkowski       | 14 VI 1863     | 31 X 1863       | 139 dni             |                                        |
| 9.                          | Rząd Narodowy Romualda Traugutta   | Eugeniusz Dębiński-Kaczkowski       | 14 VI 1863     | 31 X 1863       | 139 dni             |                                        |
| 10.                         |                                    | Józef Gałęzowski                    | 1 XI 1863      | 30 IV 1864      | 181 dni             |                                        |
| 11.                         |                                    | n.n. ps. Adolf                      | 1 V 1864       | 30 VI 1864      | 60 dni              | Rząd Narodowy Bronisława Brzezińskiego |

### II Rzeczpospolita

#### Tymczasowy Rząd Ludowy Rzeczypospolitej Polskiej
| Lp.                        | Zdjęcie                                      | Imię i nazwisko (partia polityczna) | Objęcie urzędu | Złożenie urzędu | Długość urzędowania | Rząd                                      |
| -------------------------- | -------------------------------------------- | ----------------------------------- | -------------- | --------------- | ------------------- | ----------------------------------------- |
| Dyrektor Komisji Wojskowej |                                              |                                     |                |                 |                     |                                           |
| 12.                        |                                              | Ludwik Górski                       | 2 VII 1917     | 27 II 1918      | 240 dni             | Wydział Wykonawczy Tymczasowej Rady Stanu |
| 12.                        | Rząd Jana Kucharzewskiego                    | Ludwik Górski                       | 2 VII 1917     | 27 II 1918      | 240 dni             |                                           |
| 13.                        |                                              | Franciszek Pius Radziwiłł           | 17 IV 1918     | 23 X 1918       | 189 dni             | Rząd Jana Kantego Steczkowskiego          |
| Minister Spraw Wojskowych  |                                              |                                     |                |                 |                     |                                           |
| 14.                        |                                              | płk Jan Wroczyński (1876–1945)      | 24 X 1918      | 17 XI 1918      | 24 dni              | Rząd Józefa Świeżyńskiego                 |
| 14.                        | Prowizorium rządowe Władysława Wróblewskiego | płk Jan Wroczyński (1876–1945)      | 24 X 1918      | 17 XI 1918      | 24 dni              |                                           |

### Niepodległa II Rzeczpospolita
| Lp. | Zdjęcie                          | Imię i nazwisko (partia polityczna)                                                                                 | Objęcie urzędu | Złożenie urzędu                        | Długość urzędowania | Rząd                             |
| --- | -------------------------------- | --- | -------------- | -------------------------------------- | ------------------- | -------------------------------- |
| 15. |                                  | p.o. gen. por. Edward Śmigły-Rydz (KOA, powiązany z PPS) (1886–1941) w/z brygadiera Józefa Piłsudskiego (1867–1935) | 17 XI 1918     | 22 XI 1918                             | 5 dni               | Rząd Jędrzeja Moraczewskiego     |
| 16. |                                  | płk Jan Wroczyński (bezpartyjny, powiązany z PPS) (1876–1945)                                                       | 22 XI 1918     | 27 II 1919                             | 97 dni              | Rząd Jędrzeja Moraczewskiego     |
| 16. | Rząd Ignacego Jana Paderewskiego | płk Jan Wroczyński (bezpartyjny, powiązany z PPS) (1876–1945)                                                       | 22 XI 1918     | 27 II 1919                             | 97 dni              |                                  |
| 17. |                                  | gen. por. Józef Leśniewski (bezpartyjny) (1867–1921)                                                                | 27 II 1919     | 9 XII 1919                             | 511 dni             |                                  |
| 17. | 13 XII 1919                      | gen. por. Józef Leśniewski (bezpartyjny) (1867–1921)                                                                | 9 VI 1920      | Rząd Leopolda Skulskiego               | 511 dni             |                                  |
| 17. | 23 VI 1920                       | gen. por. Józef Leśniewski (bezpartyjny) (1867–1921)                                                                | 24 VII 1920    | Pierwszy rząd Władysława Grabskiego    | 511 dni             |                                  |
| 17. | 24 VII 1920                      | gen. por. Józef Leśniewski (bezpartyjny) (1867–1921)                                                                | 9 VIII 1920    | Pierwszy rząd Wincentego Witosa        | 511 dni             |                                  |
| 18. |                                  | gen. por. Kazimierz Sosnkowski (bezpartyjny) (1885–1969)                                                            | 9 VIII 1920    | Pierwszy rząd Wincentego Witosa        | 13 IX 1921          | 968 dni                          |
| 18. | 19 IX 1921                       | gen. por. Kazimierz Sosnkowski (bezpartyjny) (1885–1969)                                                            | 5 III 1922     | Pierwszy rząd Antoniego Ponikowskiego  |                     | 968 dni                          |
| 18. | 10 III 1922                      | gen. por. Kazimierz Sosnkowski (bezpartyjny) (1885–1969)                                                            | 6 VI 1922      | Drugi rząd Antoniego Ponikowskiego     |                     | 968 dni                          |
| 18. | 28 VI 1922                       | gen. por. Kazimierz Sosnkowski (bezpartyjny) (1885–1969)                                                            | 7 VII 1922     | Rząd Artura Śliwińskiego               |                     | 968 dni                          |
| 18. | 31 VII 1922                      | gen. por. Kazimierz Sosnkowski (bezpartyjny) (1885–1969)                                                            | 14 XII 1922    | Rząd Juliana Nowaka                    |                     | 968 dni                          |
| 18. | 16 XII 1922                      | gen. por. Kazimierz Sosnkowski (bezpartyjny) (1885–1969)                                                            | 26 V 1923      | Pierwszy rząd Władysława Sikorskiego   |                     | 968 dni                          |
| 19. |                                  | gen. dyw. Aleksander Osiński (bezpartyjny) (1870–1956)                                                              | 28 V 1923      | 13 VI 1923                             | 16 dni              | Drugi rząd Wincentego Witosa     |
| 20. |                                  | gen. broni Stanisław Szeptycki (bezpartyjny) (1867–1950)                                                            | 13 VI 1923     | 14 XII 1923                            | 184 dni             | Drugi rząd Wincentego Witosa     |
| 21. |                                  | gen. dyw. Kazimierz Sosnkowski (bezpartyjny) (1885–1969)                                                            | 19 XII 1923    | 17 II 1924                             | 60 dni              | Drugi rząd Władysława Grabskiego |
| 22. |                                  | gen. dyw. Władysław Sikorski (bezpartyjny) (1881–1943)                                                              | 17 II 1924     | 14 XI 1925                             | 636 dni             | Drugi rząd Władysława Grabskiego |
| 23. |                                  | gen. dyw. Stefan Majewski (bezpartyjny) (1867–1944)                                                                 | 20 XI 1925     | 27 XI 1925                             | 311 dni             | Rząd Aleksandra Skrzyńskiego     |
| 23. |                                  | gen. broni Lucjan Żeligowski (bezpartyjny) (1865–1947)                                                              | 27 XI 1925     | 5 V 1926                               | 159 dni             | Rząd Aleksandra Skrzyńskiego     |
| 25. |                                  | gen. dyw. Juliusz Tarnawa-Malczewski (bezpartyjny) (1872–1940)                                                      | 10 V 1926      | 14 V 1926                              | 4 dni               | Trzeci rząd Wincentego Witosa    |
| 26. |                                  | Marszałek Polski Józef Piłsudski (bezpartyjny, powiązany z Sanacją) (1867–1935)                                     | 15 V 1926      | 4 VI 1926                              | 1628 dni            | Pierwszy rząd Kazimierza Bartla  |
| 26. | 8 VI 1926                        | Marszałek Polski Józef Piłsudski (bezpartyjny, powiązany z Sanacją) (1867–1935)                                     | 24 IX 1926     | Drugi rząd Kazimierza Bartla           | 1628 dni            |                                  |
| 26. | 27 VI 1926                       | Marszałek Polski Józef Piłsudski (bezpartyjny, powiązany z Sanacją) (1867–1935)                                     | 30 IX 1926     | Trzeci rząd Kazimierza Bartla          | 1628 dni            |                                  |
| 26. | 2 X 1926                         | Marszałek Polski Józef Piłsudski (bezpartyjny, powiązany z Sanacją) (1867–1935)                                     | 27 VI 1928     | Pierwszy rząd Józefa Piłsudskiego      | 1628 dni            |                                  |
| 26. | 28 VI 1928                       | Marszałek Polski Józef Piłsudski (bezpartyjny, powiązany z Sanacją) (1867–1935)                                     | 13 IV 1929     | Czwarty rząd Kazimierza Bartla         | 1628 dni            |                                  |
| 26. | 14 IV 1929                       | Marszałek Polski Józef Piłsudski (bezpartyjny, powiązany z Sanacją) (1867–1935)                                     | 7 XII 1929     | Rząd Kazimierza Świtalskiego           | 1628 dni            |                                  |
| 26. | 29 XII 1929                      | Marszałek Polski Józef Piłsudski (bezpartyjny, powiązany z Sanacją) (1867–1935)                                     | 17 III 1930    | Piąty rząd Kazimierza Bartla           | 1628 dni            |                                  |
| 26. | 29 III 1930                      | Marszałek Polski Józef Piłsudski (bezpartyjny, powiązany z Sanacją) (1867–1935)                                     | 23 VIII 1930   | Pierwszy rząd Walerego Sławka          | 1628 dni            |                                  |
| 26. | 25 VIII 1930                     | Marszałek Polski Józef Piłsudski (bezpartyjny, powiązany z Sanacją) (1867–1935)                                     | 4 XII 1930     | Drugi rząd Józefa Piłsudskiego         | 1628 dni            |                                  |
| 26. | 5 XII 1930                       | Marszałek Polski Józef Piłsudski (bezpartyjny, powiązany z Sanacją) (1867–1935)                                     | 16 XII 1930    | Drugi rząd Walerego Sławka             | 1628 dni            |                                  |
| 27. |                                  | gen. dyw. Daniel Konarzewski (bezpartyjny, powiązany z Sanacją) (1871–1935)                                         | 16 XII 1930    | Drugi rząd Walerego Sławka             | 29 III 1931         | 103 dni                          |
| 28. |                                  | Marszałek Polski Józef Piłsudski (bezpartyjny, powiązany z Sanacją) (1867–1935)                                     | 29 III 1931    | Drugi rząd Walerego Sławka             | 26 V 1931           | 1501 dni                         |
| 28. | 27 V 1931                        | Marszałek Polski Józef Piłsudski (bezpartyjny, powiązany z Sanacją) (1867–1935)                                     | 9 V 1933       | Rząd Aleksandra Prystora               |                     | 1501 dni                         |
| 28. | 10 V 1933                        | Marszałek Polski Józef Piłsudski (bezpartyjny, powiązany z Sanacją) (1867–1935)                                     | 13 V 1934      | Rząd Janusza Jędrzejewicza             |                     | 1501 dni                         |
| 28. | 15 V 1934                        | Marszałek Polski Józef Piłsudski (bezpartyjny, powiązany z Sanacją) (1867–1935)                                     | 28 III 1935    | Rząd Leona Kozłowskiego                |                     | 1501 dni                         |
| 28. | 28 III 1935                      | Marszałek Polski Józef Piłsudski (bezpartyjny, powiązany z Sanacją) (1867–1935)                                     | 12 V 1935      | Trzeci rząd Walerego Sławka            |                     | 1501 dni                         |
| 29. |                                  | gen. dyw. Tadeusz Kasprzycki (bezpartyjny, powiązany z Sanacją) (1891–1978)                                         | 12 V 1935      | Trzeci rząd Walerego Sławka            | 12 X 1935           | 1601 dni                         |
| 29. | 13 X 1935                        | gen. dyw. Tadeusz Kasprzycki (bezpartyjny, powiązany z Sanacją) (1891–1978)                                         | 15 V 1936      | Rząd Mariana Zyndrama-Kościałkowskiego |                     | 1601 dni                         |
| 29. | 15 V 1936                        | gen. dyw. Tadeusz Kasprzycki (bezpartyjny, powiązany z Sanacją) (1891–1978)                                         | 30 IX 1939     | Rząd Felicjana Sławoja Składkowskiego  |                     | 1601 dni                         |

## Rząd polski na uchodźstwie (1939-1989)[45]

### Rząd polski na uchodźstwie (okres 1939-1945)[46]
| Lp.                                     | Zdjęcie                      | Imię i nazwisko (partia polityczna)       | Objęcie urzędu | Złożenie urzędu                    | Długość urzędowania | Rząd                               |
| --------------------------------------- | ---------------------------- | ----------------------------------------- | -------------- | ---------------------------------- | ------------------- | ---------------------------------- |
| 30.                                     |                              | gen. broni Władysław Sikorski (1881–1943) | 30 IX 1939     | 18 VII 1940                        | 1090 dni            | Drugi rząd Władysława Sikorskiego  |
| 30.                                     | 20 VII 1940                  | gen. broni Władysław Sikorski (1881–1943) | 26 IX 1942     | Trzeci rząd Władysława Sikorskiego | 1090 dni            |                                    |
| minister obrony narodowej od 30 XI 1942 |                              |                                           |                |                                    |                     |                                    |
| 31.                                     |                              | gen. dyw. Marian Kukiel (1885–1973)       | 26 IX 1942     | 29 XI 1944                         | 777 dni             | Trzeci rząd Władysława Sikorskiego |
| 31.                                     | Rząd Stanisława Mikołajczyka | gen. dyw. Marian Kukiel (1885–1973)       | 26 IX 1942     | 29 XI 1944                         | 777 dni             |                                    |

### Polska Rzeczpospolita Ludowa (1944-1989)
| Lp. | Zdjęcie                                                              | Imię i nazwisko (partia polityczna)                                            | Objęcie urzędu | Złożenie urzędu | Długość urzędowania | Rząd                            |
| --- | -------------------------------------------------------------------- | ------------------------------------------------------------------------------ | -------------- | --------------- | ------------------- | ------------------------------- |
| 32. |                                                                      | Marszałek Polski Michał Rola-Żymierski (do 1948 PPR, od 1948 PZPR) (1890–1989) | 5 VII 1945     | 6 XI 1949       | 1585 dni            | Rząd Edwarda Osóbki-Morawskiego |
|     | Pierwszy rząd Józefa Cyrankiewicza                                   | Marszałek Polski Michał Rola-Żymierski (do 1948 PPR, od 1948 PZPR) (1890–1989) | 5 VII 1945     | 6 XI 1949       | 1585 dni            |                                 |
| 33. |                                                                      | Marszałek Polski Konstanty Rokossowski (PZPR) (1896–1968)                      | 6 XI 1949      | 13 XI 1956      | 2564 dni            |                                 |
| 33. | Rząd Bolesława Bieruta i Józefa Cyrankiewicza                        | Marszałek Polski Konstanty Rokossowski (PZPR) (1896–1968)                      | 6 XI 1949      | 13 XI 1956      | 2564 dni            |                                 |
| 34. |                                                                      | Marszałek Polski Marian Spychalski (PZPR) (1906–1980)                          | 13 XI 1956     | 11 IV 1968      | 4167 dni            |                                 |
| 34. | Drugi rząd Józefa Cyrankiewicza                                      | Marszałek Polski Marian Spychalski (PZPR) (1906–1980)                          | 13 XI 1956     | 11 IV 1968      | 4167 dni            |                                 |
| 34. | Trzeci rząd Józefa Cyrankiewicza                                     | Marszałek Polski Marian Spychalski (PZPR) (1906–1980)                          | 13 XI 1956     | 11 IV 1968      | 4167 dni            |                                 |
| 34. | Czwarty rząd Józefa Cyrankiewicza                                    | Marszałek Polski Marian Spychalski (PZPR) (1906–1980)                          | 13 XI 1956     | 11 IV 1968      | 4167 dni            |                                 |
| 35. |                                                                      | gen. armii Wojciech Jaruzelski (PZPR) (1923–2014)                              | 11 IV 1968     | 22 XI 1983      | 5703 dni            |                                 |
| 35. | Rząd Józefa Cyrankiewicza i Piotra Jaroszewicza                      | gen. armii Wojciech Jaruzelski (PZPR) (1923–2014)                              | 11 IV 1968     | 22 XI 1983      | 5703 dni            |                                 |
| 35. | Rząd Piotra Jaroszewicza                                             | gen. armii Wojciech Jaruzelski (PZPR) (1923–2014)                              | 11 IV 1968     | 22 XI 1983      | 5703 dni            |                                 |
| 35. | Rząd Piotra Jaroszewicza i Edwarda Babiucha                          | gen. armii Wojciech Jaruzelski (PZPR) (1923–2014)                              | 11 IV 1968     | 22 XI 1983      | 5703 dni            |                                 |
| 35. | Rząd Edwarda Babiucha, Józefa Pińkowskiego i Wojciecha Jaruzelskiego | gen. armii Wojciech Jaruzelski (PZPR) (1923–2014)                              | 11 IV 1968     | 22 XI 1983      | 5703 dni            |                                 |
| 36. |                                                                      | gen. armii Florian Siwicki (PZPR) (1925–2013)                                  | 22 XI 1983     | 6 VII 1990      | 2418 dni            |                                 |
| 36. | Rząd Zbigniewa Messnera                                              | gen. armii Florian Siwicki (PZPR) (1925–2013)                                  | 22 XI 1983     | 6 VII 1990      | 2418 dni            |                                 |
| 36. | Rząd Mieczysława Rakowskiego                                         | gen. armii Florian Siwicki (PZPR) (1925–2013)                                  | 22 XI 1983     | 6 VII 1990      | 2418 dni            |                                 |
| 36. | Rząd Tadeusza Mazowieckiego                                          | gen. armii Florian Siwicki (PZPR) (1925–2013)                                  | 22 XI 1983     | 6 VII 1990      | 2418 dni            |                                 |

## III Rzeczpospolita (od 1989)
| Lp. | Zdjęcie                              | Imię i nazwisko (partia polityczna)                                      | Objęcie urzędu | Złożenie urzędu | Długość urzędowania | Rząd                           |
| --- | ------------------------------------ | ------------------------------------------------------------------------ | -------------- | --------------- | ------------------- | ------------------------------ |
| 37. |                                      | wiceadm. Piotr Kołodziejczyk (bezpartyjny, powiązany z SDRP) (1939–2019) | 6 VII 1990     | 23 XII 1991     | 535 dni             | Rząd Tadeusza Mazowieckiego    |
| 37. | Rząd Jana Krzysztofa Bieleckiego     | wiceadm. Piotr Kołodziejczyk (bezpartyjny, powiązany z SDRP) (1939–2019) | 6 VII 1990     | 23 XII 1991     | 535 dni             |                                |
| 38. |                                      | Jan Parys (bezpartyjny, powiązany z PC) (ur. 1950)                       | 23 XII 1991    | 23 V 1992       | 152 dni             | Rząd Jana Olszewskiego         |
| 39. |                                      | Janusz Onyszkiewicz (UD) (ur. 1937)                                      | 11 VII 1992    | 26 X 1993       | 472 dni             | Rząd Hanny Suchockiej          |
| 40. |                                      | wiceadm. Piotr Kołodziejczyk (bezpartyjny, powiązany z SDRP) (1939–2019) | 26 X 1993      | 10 XI 1994      | 380 dni             | Rząd Waldemara Pawlaka         |
| 41. |                                      | Zbigniew Okoński (bezpartyjny, powiązany z SDRP) (ur. 1949)              | 7 III 1995     | 22 XII 1995     | 290 dni             | Rząd Józefa Oleksego           |
| 42. |                                      | Stanisław Dobrzański (PSL) (ur. 1949)                                    | 5 I 1996       | 31 X 1997       | 665 dni             | Rząd Józefa Oleksego           |
| 42. | Rząd Włodzimierza Cimoszewicza       | Stanisław Dobrzański (PSL) (ur. 1949)                                    | 5 I 1996       | 31 X 1997       | 665 dni             |                                |
| 43. |                                      | Janusz Onyszkiewicz (UW) (ur. 1937)                                      | 31 X 1997      | 16 VI 2000      | 959 dni             | Rząd Jerzego Buzka             |
| 44. |                                      | Bronisław Komorowski (SKL) (ur. 1952)                                    | 16 VI 2000     | 19 X 2001       | 490 dni             | Rząd Jerzego Buzka             |
| 45. |                                      | Jerzy Szmajdziński (SLD) (1952–2010)                                     | 19 X 2001      | 31 X 2005       | 1473 dni            | Rząd Leszka Millera            |
| 45. | Pierwszy rząd Marka Belki            | Jerzy Szmajdziński (SLD) (1952–2010)                                     | 19 X 2001      | 31 X 2005       | 1473 dni            |                                |
| 45. | Drugi rząd Marka Belki               | Jerzy Szmajdziński (SLD) (1952–2010)                                     | 19 X 2001      | 31 X 2005       | 1473 dni            |                                |
| 46. |                                      | Radosław Sikorski (bezpartyjny, powiązany z PIS) (ur. 1963)              | 31 X 2005      | 7 II 2007       | 464 dni             | Rząd Kazimierza Marcinkiewicza |
| 46. | Rząd Jarosława Kaczyńskiego          | Radosław Sikorski (bezpartyjny, powiązany z PIS) (ur. 1963)              | 31 X 2005      | 7 II 2007       | 464 dni             |                                |
| 47. |                                      | Aleksander Szczygło (PiS) (1963–2010)                                    | 7 II 2007      | 7 IX 2007       | 279 dni             |                                |
| 47. | 10 IX 2007                           | Aleksander Szczygło (PiS) (1963–2010)                                    | 16 XI 2007     |                 | 279 dni             |                                |
| 48. |                                      | Bogdan Klich (PO) (ur. 1960)                                             | 16 XI 2007     | 2 VIII 2011     | 1355 dni            | Pierwszy rząd Donalda Tuska    |
| 49. |                                      | Tomasz Siemoniak (PO) (ur. 1967)                                         | 2 VIII 2011    | 16 XI 2015      | 1567 dni            | Pierwszy rząd Donalda Tuska    |
| 49. | Drugi rząd Donalda Tuska             | Tomasz Siemoniak (PO) (ur. 1967)                                         | 2 VIII 2011    | 16 XI 2015      | 1567 dni            |                                |
| 49. | Rząd Ewy Kopacz                      | Tomasz Siemoniak (PO) (ur. 1967)                                         | 2 VIII 2011    | 16 XI 2015      | 1567 dni            |                                |
| 50. |                                      | Antoni Macierewicz (PiS) (ur. 1948)                                      | 16 XI 2015     | 9 I 2018        | 785 dni             | Rząd Beaty Szydło              |
| 50. | Pierwszy rząd Mateusza Morawieckiego | Antoni Macierewicz (PiS) (ur. 1948)                                      | 16 XI 2015     | 9 I 2018        | 785 dni             |                                |
| 51. |                                      | Mariusz Błaszczak (PiS) (ur. 1969)                                       | 9 I 2018       | 13 XII 2023     | 2164 dni            |                                |
| 51. | Drugi rząd Mateusza Morawieckiego    | Mariusz Błaszczak (PiS) (ur. 1969)                                       | 9 I 2018       | 13 XII 2023     | 2164 dni            |                                |
| 51. | Trzeci rząd Mateusza Morawieckiego   | Mariusz Błaszczak (PiS) (ur. 1969)                                       | 9 I 2018       | 13 XII 2023     | 2164 dni            |                                |
| 52. |                                      | Władysław Kosiniak-Kamysz (PSL) (ur. 1981)                               | 13 XII 2023    | nadal           | 591 dni             | Trzeci rząd Donalda Tuska      |